# 1001 грам
«1001 грам» — драматична стрічка Бента Хамера, яка була висунута Норвегією на здобуття премії «Оскар» у категорії «Найкращий фільм іноземною мовою», але не потрапила в остаточний список. Прем'єра стрічки відбулась на Міжнародному кінофестивалі у Торонто.

## Сюжет
Маріє та її батько працюють в Норвезькому бюро мір і ваги. Тато потрапляє в лікарню і Маріє має замінити його на конференції метрологів у Парижі. Представники багатьох країн повинні привезти свої еталони кілограма. Маріє бере національний скарб — кілограмову гирю та вирушає до Франції. Там вона знайомиться з Пі — колишнім вченим, який зараз працює садівником в Інституті мір і ваги та записує спів птахів у вільний час. Смерть батька та поява чоловіка в житті молодої жінки порушить її вивірений баланс.

## У ролях
| Актор            | Роль             |
| ---------------- | ---------------- |
| Ане Даль Торп    | Маріє            |
| Лоран Стокер     | Пі               |
| Гільдегун Ріісе  | Венке            |
| Петер Гадсон     | професор Вінклер |
| Дідьє Фламан     | Герард           |
| Сабін Пакора     | спостерігач      |
| Еміль Абоссо-Мбо | спостерігач      |

## Створення фільму

### Виробництво
Знімання фільму проходили в Осло (Норвегія), Кельні (Німеччина) та Парижі (Франція).

### Знімальна група
- Кінорежисер — Бент Хамер
- Сценарист — Бент Хамер
- Кінопродюсер — Бент Хамер
- Композитор — Йон Ерік Кода
- Кінооператор — Йон Крістіан Росенлунд
- Кіномонтаж — Андерс Рефн
- Художники-постановники — Астрід Стрем Аструп, Тім Паннен
- Артдиректори — Астрід Стрем Аструп, Тім Паннен, Алайн Гуффрой
- Художники з костюмів — Олів'є Лієн, Анне Педерсен
- Підбір акторів — Орелі Гішар, Еллен Мікельсен, Сабін Шведгелм, Валері Трояновсі[8].

## Сприйняття

### Критика
Фільм отримав змішані відгуки. На сайті Rotten Tomatoes оцінка стрічки становить 81 % на основі 21 відгуку від критиків (середня оцінка 6,8/10) і 47 % від глядачів із середньою оцінкою 3/5 (261 голос). Фільму зарахований «стиглий помідор» від кінокритиків та «розсипаний попкорн» від глядачів, Internet Movie Database — 7,3/10 (7 448 голосів), Metacritic — 65/100 (7 відгуків від критиків).

### Номінації та нагороди
| Нагороди та номінації фільму «1001 грам» | Нагороди та номінації фільму «1001 грам» | Нагороди та номінації фільму «1001 грам» | Нагороди та номінації фільму «1001 грам»       | Нагороди та номінації фільму «1001 грам» | Нагороди та номінації фільму «1001 грам» |
| Рік                                      | Кінофестиваль/кінопремія                 | Категорія/нагорода                       | Номінант                                       | Результат                                |                                          |
| ---------------------------------------- | ---------------------------------------- | ---------------------------------------- | ---------------------------------------------- | ---------------------------------------- | ---------------------------------------- |
| 2014                                     | Токійський міжнародний кінофестиваль     | Гран-прі                                 | Бент Хамер                                     | Номінація                                |                                          |
| 2014                                     | Європейський кінофестиваль в Лез-Арку    | «Кришталева стріла»                      | Бент Хамер                                     | Номінація                                |                                          |
| 2014                                     | Міжнародний кінофестиваль у Чикаго       | Найкраща робота оператора                | Йон Крістіан Росенлунд                         | Перемога                                 |                                          |
| 2015                                     | «Косморама»                              | Найкраща робота оператора                | Йон Крістіан Росенлунд                         | Перемога                                 |                                          |
| 2015                                     | «Косморама»                              | Найкраща музика до фільму                | Йон Ерік Кода                                  | Номінація                                |                                          |
| 2015                                     | «Аманда»                                 | Найкращий сценарій                       | Бент Хамер                                     | Перемога                                 |                                          |
| 2015                                     | «Аманда»                                 | Найкращий фільм                          | Бент Хамер                                     | Номінація                                |                                          |
| 2015                                     | «Аманда»                                 | Найкращий режисер                        | Бент Хамер                                     | Номінація                                |                                          |
| 2015                                     | «Аманда»                                 | Найкраща музика до фільму                | Йон Ерік Кода                                  | Номінація                                |                                          |
| 2015                                     | «Аманда»                                 | Найкраща робота оператора                | Йон Крістіан Росенлунд                         | Номінація                                |                                          |
| 2015                                     | «Аманда»                                 | Найкраща робота художника-постановника   | Астрід Стрем Аструп, Тім Паннен, Алайн Гуффрой | Номінація                                |                                          |